# Rezolucja Rady Bezpieczeństwa ONZ nr 1679
Rezolucja Rady Bezpieczeństwa ONZ nr 1679 została uchwalona 16 maja 2006 podczas 5439. posiedzenia Rady.
Rezolucja ma w przeważającej części charakter deklaracji politycznej i wiąże się z opóźnieniami we wdrażaniu w życie porozumienia pokojowego w sprawie Darfuru. Rada wzywa wszystkie strony do bezzwłocznego podjęcia wypełniania swoich zobowiązań.